# Stigmella racemifera
Stigmella racemifera là một loài bướm đêm thuộc họ Nepticulidae. Nó là loài duy nhất được tìm thấy ở Pacific Coast in the Oaxaca region of México.
The habitat consists of secondary forests.
Con trưởng thành bay từ tháng 11 đến tháng 12.